# Bzenica
Bzenica (deutsch Senitz, ungarisch Szénásfalu) ist eine kleine Gemeinde im mittelslowakischen Okres Žiar nad Hronom.

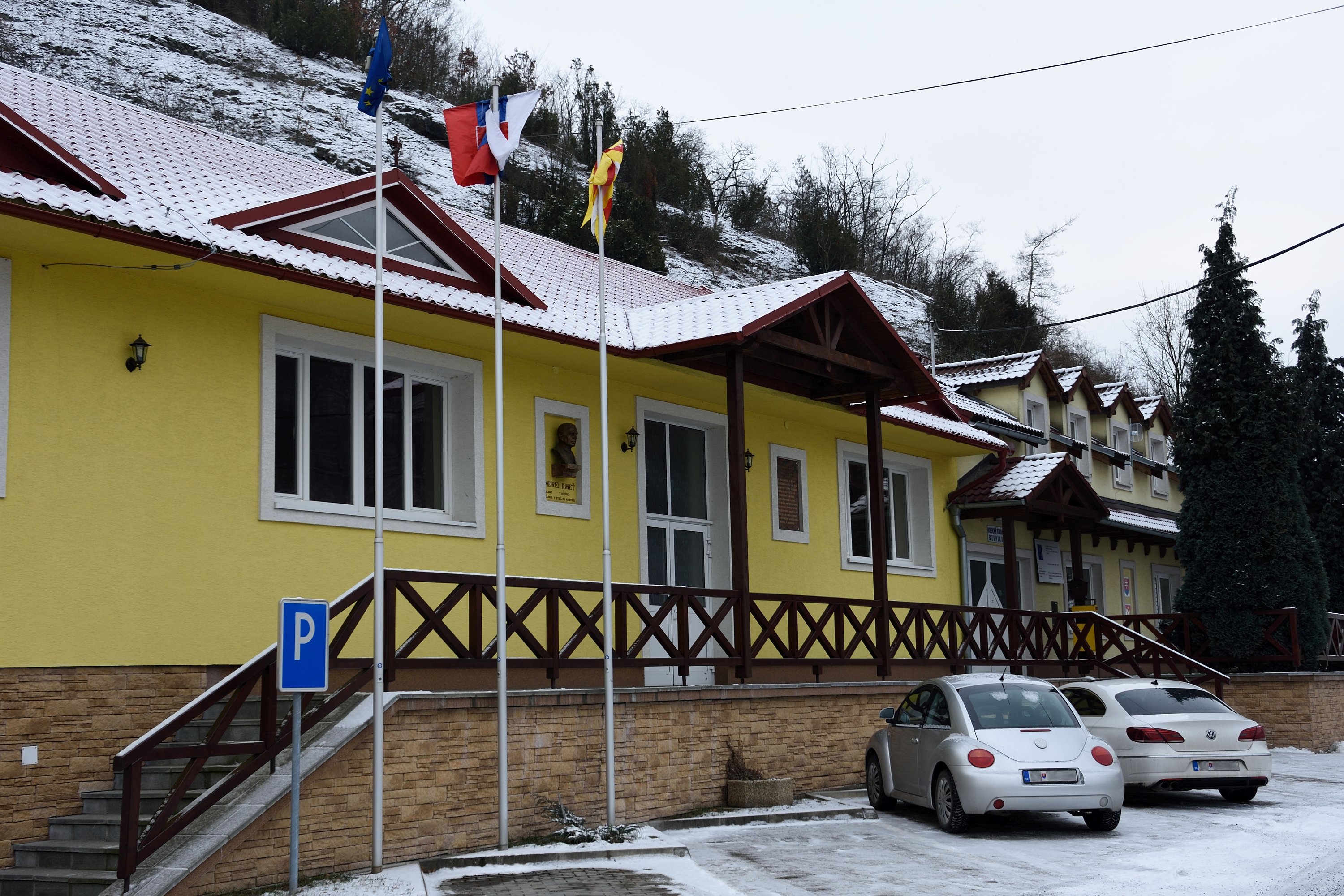

## Geographie
Die Ortschaft liegt dreizehn Kilometer südwestlich der Stadt Žiar nad Hronom.

## Geschichte
Das Dorf wurde erstmals in historischen Aufzeichnungen im Jahr 1075 unter dem Namen Gronzucha erwähnt. Im Jahr 1124 findet sich das Dorf in Listen unter dem Namen Boznica. Seit 1326 trägt es den Namen Bzenica.

## Bevölkerung
| Jahr                | 1994 | 2004    | 2014    | 2024    |
| ------------------- | ---- | ------- | ------- | ------- |
| Anzahl der Personen | 595  | 546     | 591     | 646     |
| Unterschied         |      | −8,23 % | +8,24 % | +9,30 % |

| Jahr                | 2023 | 2024    |
| ------------------- | ---- | ------- |
| Anzahl der Personen | 644  | 646     |
| Unterschied         |      | +0,31 % |

## Persönlichkeiten
- Andrej Kmeť (1841–1908), slowakischer Botaniker